# Annur
Annur é uma panchayat (vila) no distrito de Coimbatore, no estado indiano de Tamil Nadu.

## Geografia
Annur está localizada a 11° 14′ N, 77° 08′ L. Tem uma altitude média de 338 metros (1108 pés).

## Demografia
Segundo o censo de 2001,  Annur  tinha uma população de 18,163 habitantes. Os indivíduos do sexo masculino constituem 50% da população e os do sexo feminino 50%. Annur tem uma taxa de literacia de 66%, superior à média nacional de 59.5%; com 55% para o sexo masculino e 45% para o sexo feminino. 10% da população está abaixo dos 6 anos de idade.